# Монизм
Мони́зм (от др.-греч. μόνος — единый, один, единственный) — философское воззрение (философский термин), согласно которому разнообразие объектов в конечном счёте сводится к единому началу или субстанции. 
Мони́зм противоположность дуализма — философского учения, признающего основой бытия два независимых противоборствующих начала — дух и материю и плюрализма — философского учения, утверждающего что в основе мира лежит множество самостоятельных, независимых духовных сущностей. В отличие от дуализма и плюрализма, предполагающих существование двух и множества субстанций, монизм характеризуется большей внутренней последовательностью и монолитностью.

## Философский монизм
В философии существует три вида монизма:
1. Идеализм, феноменализм, ментальный монизм утверждают, что единственной реальностью является идеальное, материальная действительность порождается активностью некоторых идеальных форм (человеческого сознания или Бога). В таком направлении следует философия Гегеля (тезис «Абсолютная идея»).
2. Нейтральный монизм утверждает, что ментальное и материальное может быть сведено к третьей субстанции или энергии.
3. Физикализм или материализм утверждает, что единственной реальностью является материальное; ментальное или духовное сводится к материальному.

Другие позиции относятся к одной из вышеназванных категорий.

## Другие разновидности монизма
Функционализм, который подобно материализму утверждает, что мышление может быть сведено к материальной природе, но не в субстратном (вещественном) её понимании, а как функциональная сущность. Мышление это не конкретные физические процессы, взаимодействие клеток нервной системы — нейронов, но функциональные их отношения. Вместо нейронов мыслительные процессы могут быть продуцированы и в другом субстрате. Эта концепция особенно популярна в когнитивных науках, а также дисциплинах, связанных с разработкой искусственного интеллекта (AI) 
Элиминативизм утверждает, что рассуждать о мышлении, в силу неопределённой его природы, ненаучно. Подобно тому как мы отказались от древнегреческих представлений о земле, огне, воде и воздухе как первоначалах универсума, также мы должны отказаться и от понятия мышления. Приверженцами элиминативизма являются радикальные бихевиористы (Скиннер Б. Ф.)
Аномальный монизм предложен Дональдом Дэвидсоном в 1970 году. Теория исходит из того, что, во-первых, мыслительные процессы связаны с физическими событиями и, во-вторых, мыслительные процессы являются аномальными (отклоняющимися от нормы). То есть для этих процессов не могут быть выявлены физические детерминанты, соответственно, они не могут быть описаны в определённых физических закономерностях.
Сингуляризм выводит все особенности мира, всё его многообразие из принципа монизма.